# Alexis van Bentheim en Steinfurt
Alexius Frederik van Bentheim en Steinfurt (20 januari 1781 – 3 november 1866) was vorst van Bentheim en Steinfurt. Hij was de zoon van Lodewijk Willem van Bentheim-Steinfurt (1756-1817) en Juliane Wilhelmine van Schleswig-Holstein-Sonderburg-Glücksburg (1754-1823).
In 1803 erfde zijn vader de rechten op het verpande graafschap Bentheim. Aan de zelfstandigheid komt een einde in 1806 als het graafschap wordt gemediatiseerd door het groothertogdom Berg. Na het Congres van Wenen in 1815 blijft deze status bestaan binnen het koninkrijk Pruisen. Op 21 januari 1817 krijgt zijn vader de Pruisische titel: vorst van Bentheim en Steinfurt. Na het overlijden van zijn vader voerde Alexius de titels graaf van Tecklenburg en Limburg, heer van Rheda, Wewelinghoven, Hoya, Alpen en Helpenstein. Als in 1819 de verpanding van het graafschap Bentheim wordt beëindigd, krijgt de graaf deze status ook in het koninkrijk Hannover. 
Alexius trouwde op 17 oktober 1811 met Wilhelmina van Solms-Braunfels (20 september 1793-12 november 1865). Zij was een dochter van Willem Christiaan Karel van Solms-Braunfels (1759-1837), van 1783 tot 1806 graaf van Solms-Braunfels en Francisca Augusta van Salm-Grumbach (1771-1810). Uit zijn huwelijk werden de volgende kinderen geboren:
- Lodewijk Willem van Bentheim en Steinfurt (Burgsteinfurt (1 augustus 1812 – 28 september 1890), die hem opvolgde.
- Willem Ferdinand van Bentheim-Steinfurt (1814–1849)
- Julius Arnold van Bentheim-Steinfurt (1815–1857)
- Karel Everwijn van Bentheim-Steinfurt (1816–1854)
- Augusta Juliana van Bentheim-Steinfurt (1817–1880)
- Ferdinand Otto van Bentheim-Steinfurt (1819–1889)

Alexius stierf op 3 november 1866 en werd opgevolgd door zijn zoon Lodewijk Willem.